# Gmina Drenovci

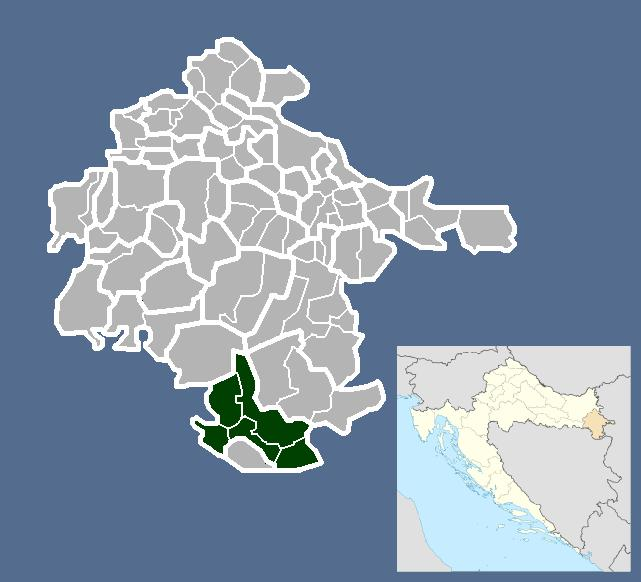
Położenie gminy Drenovci na mapie żupanii vukowarsko-srijemskiej

Gmina Drenovci (chorw. Općina Drenovci) – gmina we wschodniej Chorwacji, w żupanii vukowarsko-srijemskiej. Leży nad Dunajem.
W skład gminy wchodzi pięć miejscowości: Drenovci, Đurići, Posavski Podgajci, Račinovci i Rajevo Selo. W 2011 roku liczba ludności w całej gminie wyniosła 7424, a w samej wsi Drenovci – 3049.
Według danych ze spisu ludności w 2011 roku najliczniejsze grupy etniczne stanowili: Chorwaci (87%), Bośniacy (7%) i Serbowie (3%).